# Carlhanns Damm
Carlhanns Damm (* 9. März 1936 in Aachen; † 29. August 2017 in Koblenz) war ein deutscher Industriemanager und Unternehmer.
Carlhanns Damm, Sohn von Margarete und Carl Damm, war als Marketing-Fachmann unter anderem Werbeleiter der Deinhard Sektkellerei und Vorstandsvorsitzender der von Electrolux übernommenen AEG Haushaltsgeräte AG und zugleich Generalbevollmächtigter der AEG in Frankfurt. Parallel zu seinem beruflichen Werdegang engagierte sich Damm ehrenamtlich beim Bund Deutscher Werbeberater (heute Deutscher Kommunikationsverband), dessen Präsident er von 1975 bis 1979 war. Ebenfalls von 1975 bis 1979 war er Präsidialmitglied des Deutschen Werberats ZAW in Bonn. Von 1975 bis 1978 war er Mitglied der Arbeitsgemeinschaft Media-Analyse (AGMA).
Damm wurde für sein Schaffen unter anderem mit der Dr. Kurt Neven DuMont Medaille, dem Deutschen Marketing-Preis (für AEG) und als Ökomanager des Jahres ausgezeichnet.
Am 1. April 1982 gründete er die INEX-Agentur für Marketing und Kommunikation GmbH, eine Werbeagentur, die später als Damm und danach als Damm & Bierbaum firmierte. Damm war auch Inhaber der Carlhanns Damm Unternehmensberatung und des Unternehmens CD Publications. Die Agentur Damm & Bierbaum wird von einem seiner Söhne geleitet.
Carlhanns Damm war katholisch, verheiratet ab 1962 mit Gretel Damm, geborene Schneider, hatte die zwei Söhne Carsten und Dirk und lebte in Koblenz-Oberwerth.

## Veröffentlichungen
- 25 individuelle Reisen in 5 Erdteile. Neue Verlagsanstalt, Vaduz 1977.
- Kinder sind Rätsel von Gott.
- als Co-Autor: Corporate Identitiy. Vom Stil der Werbung.